# Oria (piroscafo)
L'Oria è stato un piroscafo norvegese naufragato nella seconda guerra mondiale, provocando la morte di oltre 4116 prigionieri italiani. Si tratta di uno dei peggiori disastri navali della storia dell'umanità, il più grave mai registrato nel Mediterraneo.

## La nave
L'Oria fu costruito nel 1920 nei cantieri Osbourne, Graham & Co di Sunderland. Era un piroscafo da carico norvegese, della stazza di 2127 tsl, di proprietà della compagnia di navigazione Fearnley & Eger di Oslo, adibito al trasporto di carbone. All'inizio della seconda guerra mondiale fece parte di alcuni convogli inviati in Nord Africa, e fu lì, a Casablanca, che fu internato nel giugno del 1940, poco dopo l'occupazione tedesca della Norvegia. Un anno dopo la nave fu requisita dalla Francia di Vichy, ribattezzata Sainte Julienne e data in gestione alla Société Nationale d'Affrètements di Rouen e, successivamente, cominciò ad operare nel Mediterraneo.
Nel novembre del 1942 fu formalmente restituito al proprietario e ribattezzato Oria; ma subito dopo fu requisito dai tedeschi ed affidato alla compagnia Mittelmeer Reederei GmbH di Amburgo.

## Il naufragio
Dopo l'armistizio dell'8 settembre 1943 e gli eventi della campagna del Dodecaneso, i tedeschi decisero di trasferire le decine di migliaia di prigionieri dall'isola di Rodi, via mare, verso il continente nei campi di prigionia nazisti. Questi trasferimenti vennero effettuati usando spesso carrette del mare, navi commerciali non di tipo "passeggeri", stipando i prigionieri nelle stive oltre ogni limite consentito, e senza nessuna norma di sicurezza. Diverse navi affondarono, per attacco degli Alleati o per incidente, con la morte di circa 15000 soldati.
L'Oria fu tra le navi scelte per il trasporto dei prigionieri italiani. L'11 febbraio del 1944 partì da Rodi scortata dalle torpediniere TA 16, TA 17 e TA 19, diretto al Pireo con a bordo 4046 militari internati (43 ufficiali, 118 sottufficiali, 3885 soldati), 90 tedeschi di guardia o di passaggio, e l'equipaggio, ma l'indomani, colto da una tempesta, naufragò dopo essersi infranto contro l'isolotto di Patroclo (nota anche come Gaidaronisi, isola degli asini), presso Capo Sunio (chiamato anche Capo Colonne o Capo Colonna per i resti di diciannove colonne credute del tempio di Minerva). I soccorsi, ostacolati dalle pessime condizioni meteorolgiche e giunti pertanto il giorno seguente all'incidente, consentirono di salvare solo 37 italiani, 6 tedeschi, 1 greco, 5 uomini dell'equipaggio
. Tutti gli altri persero la vita.
Probabilmente il comandante del convoglio di scorta decise di partire di notte e col cattivo tempo,.perché era arrivata la notizia che pochi giorni prima, a Creta, nella baia di Suda, un altro piroscafo, il Petrella, era stato silurato dal sommergibile britannico HMS Sportsman, causando oltre 2500 morti fra i 4000 militari italiani che stava trasportando.
I cadaveri di circa 250 naufraghi, trascinati sulla costa dal fortunale e sepolti in fosse comuni dalla popolazione locale, furono traslati, al termine della guerra, nei piccoli cimiteri dei paesi della costa pugliese e, successivamente, nel Sacrario dei caduti d’Oltremare di Bari. I resti degli altri rimangono tutt'oggi sepolti in quelle stesse acque, nonostante che, nel 1955, i resti del relitto vennero smontati per recuperarne il ferro.

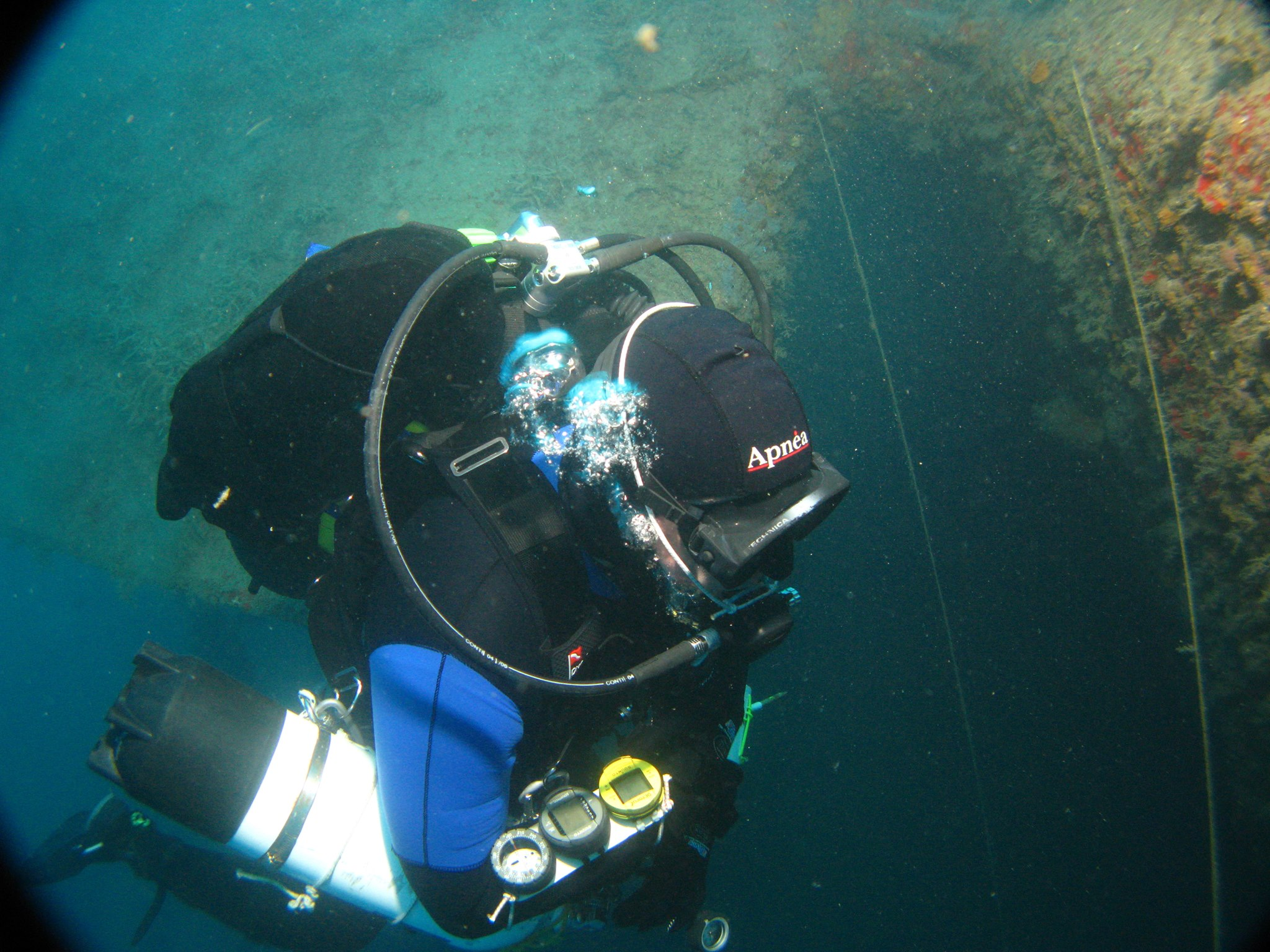
Il sommozzatore greco Aristotelis Zervoudis vicino al relitto dell'Oria nei pressi di Capo Sunio

Nel 1999, il sommozzatore greco Aristotelis Zervoudis individuò la posizione di quanto rimaneva del relitto dell'Oria, organizzando una serie di spedizioni subacquee di rilevanza tale che le autorità diplomatiche italiane ad Atene (Amb. Luigi Efisio Marras e l'Addetto per la Difesa Col. Antonio Albanese) lo proposero al presidente della Repubblica Italiana, Sergio Mattarella, per la nomina cavaliere dell'Ordine della Stella d'Italia, una delle più elevate onorificenze che possa essere concessa dallo Stato Italiano ad un cittadino straniero.
L'onorificenza gli venne formalmente concessa nel 2017.
Il 12 febbraio del 2014 è stato inaugurato, nel tratto di costa prospiciente all'isolotto di Patroclo, nei pressi di Capo Sunio, un monumento, costruito grazie alla disponibilità delle autorità locali elleniche che hanno sostenuto il desiderio della cosiddetta "Rete dei familiari dei dispersi nel naufragio del piroscafo Oria". Da allora, ogni anno si svolge, su iniziativa delle autorità locali ed in cooperazione con quelle diplomatiche italiane, una cerimonia di commemorazione, alla quale partecipano autorità civili e religiose oltre a delegazioni delle altre rappresentanze diplomatiche straniere accreditate in Grecia. Il monumento è stato visitato dal presidente della Repubblica, Sergio Mattarella, il 6 settembre 2017.